# Édifice Marie-Guyart
Pour l’article homonyme, voir Marie Guyart.
L'Édifice Marie-Guyart, anciennement et encore communément appelé Complexe G, est le plus haut gratte-ciel de la ville de Québec. Situé sur la colline parlementaire, en plein cœur du centre-ville, dans l'arrondissement La Cité-Limoilou, cet édifice du gouvernement du Québec regroupe notamment les bureaux du Ministère de l'Éducation, de même que ceux du Ministère de l'Environnement, de la Lutte contre les changements climatiques, de la Faune et des Parcs, ainsi que ceux de la Société québécoise des infrastructures. À son dernier étage, l'Observatoire de la capitale y a été installé.

## Historique
Au cours des années 1960, à la faveur de la Révolution tranquille, l'administration provinciale du Québec prend une expansion importante et la demande de bureaux pour son besoin au centre-ville augmente considérablement. En 1961, la Commission d'aménagement de Québec est mise sur pied et produit en 1963 un plan d'aménagement d'une ambitieuse Colline parlementaire regroupée autour de l'Hôtel du Parlement. Les différents édifices prévus dans ce plan et ceux qui lui ont succédé sont identifiés par des lettres (ainsi les complexes H et J sont aujourd'hui l'édifice du Conseil Exécutif, situé sur la Grande-Allée). La première version du « Complexe G », apparue en 1965, aurait compté quatre tours de 22 à 25 étages, soit deux fois et demi ce qui a effectivement été construit. En 1969, le projet est modifié pour comprendre, outre l'édifice effectivement construit, deux autres tours entre celui-ci et le Grand Théâtre de Québec. Les immeubles existants sont acquis puis démolis, mais ces deux tours ne sont jamais construites.
La construction se déroule de 1967 à 1972 et a coûté environ 45 millions de $ CA. Son petit frère montréalais, le 1000 Sherbrooke, est construit en 1975.
Le 3 mars 1971, dans la matinée, un incendie de très grande intensité se déclare au 29e étage : l'origine du feu est une salamandre défectueuse. Le 30e étage, dont le béton venait d'être coulé, est la proie de flammes qui sont vues à des kilomètres à la ronde. Les 27e et 28e étages seront aussi endommagés par l'eau et la fumée. Le feu cause des dégâts de plus de deux millions de dollars canadiens et est maîtrisé au bout de 17 heures. L'incendie a causé bien des difficultés auprès des pompiers de la Ville de Québec, n'ayant pas d'échelles pivotantes atteignant ces hauteurs. Pour atteindre le foyer de l'incendie, ils ont emprunté des monte-charges jusqu'au 20e étage et monté le matériel à bras d'hommes, pour accéder aux étages supérieurs. Ils ont pu atteindre le foyer de l'incendie plus de 3 heures après le début du brasier. Aucun blessé ou décès n'a été constaté. Des débris de la tour ont été projetés dans les environs sans faire de blessés. Cet événement retarde de plus de trois mois la progression de la construction de la tour. Cet événement arrive la veille de la tempête de neige du 3 au 5 mars 1971 sur l'Est du Canada.  
En 1989, l'édifice est officiellement nommé « Édifice Marie-Guyart » en l'honneur de Marie de l'Incarnation, née Marie Guyart, dans le cadre d'une réforme de tous les noms d'édifices de la Colline parlementaire.

## Description
Au dernier étage de l'édifice, l'Observatoire de la capitale permet à ses visiteurs, à une hauteur de 221 mètres au-dessus de la ville, d'y admirer les plus beaux paysages de la capitale québécoise dont les fortifications de la ville, le Château Frontenac et la Citadelle de Québec.

## Dans la culture
Une série télévisée humoristique, Complexe G, a été en ondes sur le réseau TVA  entre 2014 et 2016. La série dépeint le quotidien de femmes travaillant dans une tour à bureau. Le titre est un clin d'oeil à l'édifice de Québec. 